# Ratpenat cuallarg egipci
El ratpenat cuallarg egipci (Tadarida aegyptiaca) és una espècie de ratpenat de la família dels molòssids.

## Descripció
Aquesta espècie presenta un dimorfisme sexual, sent els mascles lleugerament més petits que les femelles. El pes dels mascles varia entre els 11 i 20 grams, sent 15,8 la mitjana, mentre que en el cas de les femelles, el pes varia entre 13,8 io 20,5 grams, sent 16,3 la mitjana. El musell és llarg i lleugerament cap amunt a la zona dels llavis. Les orelles, que apunten cap endavant, són molt grans (entre 18 i 23 mm). El trague és quadrat i té un apèndix accessori. La coloració del pelatge d'aquesta espècie de ratpenats és marró grisos en el dors i presenta zones més fosques a la part del darrere del cap i a l'esquena. Entre les altres espècies del seu gènere, el ratpenat cuallarg egipci només comparteix la seva característica separació entre les orelles amb el ratpenat cuallarg brasiler.
L'envergadura de les seves ales té un valor mitja de 35,4 centímetres, amb una longitud del cos entre 10,4 i 12, centímetres, una longitud de cua entre 4,1 i 4,6 centímetres i una longitud de l'avantbraç d'entre 4,7 i 5,6 centímetres. La seva fórmula dental és {\displaystyle {\tfrac {1/2,1/1,2/2,3/3}{1/2,1/1,2/2,3/3}}}.

## Distribució i hàbitat
Viuen a Algèria, Angola, Botswana, República Democràtica del Congo, Egipte, Etiòpia, l'Índia, Kenya, Marroc, Namíbia, Nigèria, Oman, el Pakistan, Aràbia Saudita, Sud-àfrica, Sri Lanka, el Sudan, Tanzània, Uganda, Iemen, Zàmbia i Zimbàbue.
El ratpenat cuallarg egipci viu generalment en regions àrides, semiàrides i temperades. Generalment no viu en hàbitats muntanyosos ni boscosos. Durant el dia prefereixen refugiar-se en esquerdes a les roques o penya-segats, malgrat que també cerquen refugi en estructures fetes per l'home, com cases o esglésies. També es poden refugiar en coves i arbres morts.

## Comportament

Esquema de la corda d'un ala

Com altres espècies de la família dels molòssids, el ratpenat cuallarg egipci té una ràtio elevada entre la longitud i la corda (vegeu imatge). Aquesta característica els permet volar alt i ràpid. No obstant això, el ratpenat cuallarg egipci té una de les càrregues alars més baixes entre els membres de la seva família, per tant el seu vol és més lent. Juntament amb els seus crits d'ecolocalització llargs i de banda estreta, s'adapta bé al vol sostingut a gran alçada. Fisiològicament, aquesta espècie és capaç de mantenir aquest vol perllongat i actiu, ja que té una capacitat de càrrega d'oxigen a la sang relativament més gran de la que seria d'esperar en un mamífer de la seva grandària.
Els ratpenats cuallarg egipcis es troben aparentment actius més entrada la nit que moltes altres espècies de ratpenats. Un estudi va mostrar que aquesta espècie sortia del refugi bastant més tard i es mantenia activa molt més enllà de la mitjanit a l'estiu.

## Reproducció
El ratpenat cuallarg egipci és monoestric i s'aparella estacionalment. Les femelles són sexualment madures durant el seu primer any de vida, mentre que els mascles no assoleixen la maduresa sexual fins al segon any. A Sud-àfrica, l'espermatogènesi té lloc al febrer i s'estén fins al juliol. Els espermatozous són alliberats a l'epididim i emmagatzemats entre juliol i setembre. Els tubs seminífers és retruen entre agost i setembre i es tornen inactius entre octubre i gener.
L'úter és bicorne en les femelles sexualment madures. La banya uterina dreta i el seu ovari són significativament més grans que les corresponents als costat esquerre del cos. El desenvolupament fol·licular té lloc a l'abril. Ambdós ovaris es desenvolupen fins al fol·licle secundari. En posteriors etapes es desenvolupen només a l'ovari dret. Durant el desenvolupament d'aquests fol·licles, l'endometri uterí es torna cap cop més vascularitzat.
La copula, l'ovulació i la fertilització tenen lloc a l'agost. El període de gestació té una durada de 4 mesos, després dels quals, al desembre, té lloc el part. La lactància s'allarga fins al gener.
S'ha observat que les espècies de l'hemisferi nord presenten un cicle reproductiu diferent. A l'Índia, l'aparellament té lloc durant tres setmanes entre finals de maig i principis de juny. L'ovulació té lloc immediatament després, seguida d'un període de gestació d'entre 77 i 90 dies. L'embaràs es produeix entre juny i setembre, i el naixement a l'octubre.

## Dieta
Aquesta espècie s'alimenta d'insectes dels ordres dels lepidòpters i coleòpter. En un estudi fet al desert de Rajasthan, a l'Índia, Advani va observar variacions estacionals a la dieta. Durant l'hiven (entre desembre i febrer), preferien coleòpters, ortòpters, dípters e himenòpters i en menor quantitat lepidòpters, aranyes, neuròpters i dictiòpters. A la primavera i l'estiu, els coleòpters representaven la major part de la dieta, arribant a ser el 40%. Els ortòpter i els lepidòpters també representaven una part importat. En canvi, els isòpters i els himenòpters representaven un percentatge modest, i els dictiòpters, els dípters i els odonats representaven contribucions pobres. La temporada de monsons portaven canvis dràstics en la composició de la dieta. Els isòpters esdevenien la font d'aliment principal, amb coleòpters, himenòpters, lepidòpters i ortòpters contribuint en la major part de la resta de la dieta. Els dípters i neuròpters, juntament amb algunes plantes, completaven la dieta. En el període post-monsònic previ a l'hivern (octubre i novembre), la preferències dietètiques són semblant a les de l'hivern.

## Subespècies
- Tadarida aegyptiaca aegyptiaca
- Tadarida aegyptiaca bocagei
- Tadarida aegyptiaca sindica
- Tadarida aegyptiaca thomasi
- Tadarida aegyptiaca tragatus